# Romtelecom
Romtelecom — румынская телекоммуникационная компания, существовавшая с 1989 по 2015 год и являвшаяся крупнейшей в стране. Большая часть акций принадлежала греческой телекоммуникационной компании OTE (54,01 %), остальные принадлежали правительству Румынии (45,99 %). До 1 января 2003 года компания обладала монополией на предоставление услуг телефонной связи по выделенным линиям. 24 марта 2013 года после закрытия мобильной сети Zapp сеть Romtelecom осталась единственной CDMA-сетью в Румынии, а эпоха технологии CDMA окончательно ушла в историю в Румынии 1 января 2015 года после отключения сети.

## История
В 1930 году была основана румынская телефонная компания SART, финансируемая на 90% американской телеграфной и телефонной компанией ITT Corporation. Главный офис компании располагался в Телефонном дворце Бухареста (здание стоит в Бухаресте и по сей день). В 1949 году компанию национализировали и преобразовали в отделение при Министерстве почты и связи, однако развитие до 1989 года телефонной связи в Социалистической Республике Румыния шло очень медленно.
В декабре 1989 года было создано частное предприятие ROM-POST-TELECOM, независимое от Министерства связи. В июле 1991 года этой компании, работавшей в сфере почты и связи, присвоили новое имя «Romtelecom», и она завладела монополией на предоставление основных услуг в сфере связи. В 1997 году 35% акций приобрела греческая телекоммуникационная компания OTE, приобретя позднее ещё 18%. В компании же была сильно распространена коррупция с момента приобретения греками части акций, и серьёзных мер по предотвращению взяточничества не было предпринято.
По оценкам OTE Group, компания владела 3835647 телефонными линиями в конце первого квартала 2006 года (для сравнения — в первом квартале 2005 года их было 4279038). В апреле 2009 года компанией была запущена первая CDMA-сеть частотой 420 МГц под названием «Clicknet Mobile». До 2014 года в стране работал оператор мобильной связи «Romtelecom», но чтобы не путаться в названиях оператора мобильной связи и телекоммуникационной компании, компания сотовой связи была переименована в «Telekom Romania Communications SA» (ныне она чаще всего называется Telekom Romania). 13 сентября 2014 года компания слилась с «Telekom Romania».
«Romtelecom» владел 30% акций оператора сотовой связи «Cosmote România», полным пакетом акций интернет-провайдера «Clicknet.ro», оператора спутникового цифрового телевидения Dolce и центра обработки данных CyberHost.

## Финансовая статистика
Оборот (млн. евро):
| Год    | 2009  | 2008  | 2007  | 2006  | 2005  |
| ------ | ----- | ----- | ----- | ----- | ----- |
| Оборот | 807,7 | 869,8 | 871,9 | 894,8 | 929,7 |

Чистая прибыль (млн. евро):
| Год            | 2008  | 2007  | 2006 | 2005 |
| -------------- | ----- | ----- | ---- | ---- |
| Чистая прибыль | -36,2 | -21,1 | 55,2 | 84,9 |

Число сотрудников:
| Год               | 2010  | 2009   | 2008   | 2007   | 2006   | 2005   | 2004   | 2003   | 2002   | 2001   | 2000   | 1999   |
| ----------------- | ----- | ------ | ------ | ------ | ------ | ------ | ------ | ------ | ------ | ------ | ------ | ------ |
| Число сотрудников | 9.000 | 10.230 | 11.244 | 12.242 | 12.883 | 15.447 | 18.733 | 23.869 | 33.000 | 40.623 | 42.092 | 45.000 |